# Équivalent temps plein
Pour les articles homonymes, voir ETP, EPT et FTE.
L'équivalent temps plein (ETP) ou équivalent temps plein travaillé (ETPT), en anglais : full-time equivalent (FTE), est une unité de mesure d'une charge de travail ou plus souvent, d'une capacité de travail ou de production.

## Description

### Charge de travail
Une charge de « n » ETP pendant une période donnée correspond à un travail qui nécessiterait l'affectation de « n » personnes à plein temps pendant toute la période considérée, pour le réaliser. Par exemple, une charge de trois ETP pendant une semaine correspond à un travail réclamant trois personnes affectées à plein temps (typiquement, cinq jours) pendant la semaine,.

### Capacité de travail
Une capacité de « n » ETP correspond à une équipe de « n » personnes affectées à temps plein à la réalisation d'une tâche. Par exemple, une équipe de trois ETP serait capable de réaliser le travail pris dans l'exemple précédent en une semaine.

### Autre
La mesure en ETP peut concerner d'autres unités de production que des ressources humaines (des personnes), comme des machines : une machine qui ne fonctionnerait qu'à 80 % du temps nominal (parce que par exemple, elle serait arrêtée pour maintenance le reste du temps), serait considérée comme 0,8 ETP.

### Note
Le temps plein (dans l'exemple pris ici, la semaine de cinq jours ouvrés) reste une convention à définir : certaines entités travaillent 7 jours sur 7, etc.

## Exemple
Si l'on considère pour un projet ou une tâche donnée, une équipe de six personnes dont une personne est affectée au projet à mi-temps (parce que, par exemple, elle travaille également sur un autre projet) et une autre personne est affectée aux 4/5 (parce que, par exemple, elle ne travaille jamais le mercredi), la capacité de travail de cette équipe pour le projet est équivalente à 5,3 temps plein. L'équipe a donc une capacité de 5,3 ETP.
Explications : les quatre personnes à plein temps sont considérées comme un ETP chacune, la personne à mi-temps comme 0,5 ETP et la personne à 4/5 comme 0,8 ETP. Donc : (4 × 1) + 0,5 + 0,8 = 5,3.